# Jeanne d'Arc, le pouvoir de l'innocence
Jeanne d'Arc, le pouvoir de l'innocence è una miniserie televisiva francese in tre episodi da 80 minuti ciascuno, per la regia di Pierre Badel, creata da Jean-François Griblin e Pierre Moinot e tratta dal libro di quest'ultimo Jeanne, le Pouvoir et l'Innocence, diffusa sulla rete televisiva Antenne 2 a partire dal 7 settembre 1989.

## Trama
La serie narra gli ultimi anni della vita di Giovanna d'Arco, dal 1428 al 1431.

### Primo episodio
Giovanna d'Arco, giovane contadina originaria della Lorena, domanda con insistenza a Robert de Baudricourt, signore di Vaucouleurs, di darle una scorta che la conduca a Chinon, presso il re Carlo VII, affinché questi le affidi l'esercito, col quale libererà Orléans assediata dagli inglesi. Le sue voci, sostiene, glielo comandano.
Inizialmente scettico, Baudricourt finisce per accettare. Dopo un viaggio irto di pericoli, Giovanna e la sua scorta giungono a Chinon ove la ragazza è ammessa finalmente al palazzo reale. Riconosce Carlo VII confuso tra i cortigiani e riesce a convincerlo d'essere inviata da Dio per aiutarlo a difendere il regno.

### Secondo episodio
Dapprima poco inclini a prendere ordini da una pastorella, i compagni d'arme di Giovanna d'Arco (La Hire, Gilles de Rais, il duca d’Alençon) finiscono presto per accettarla. Grazie al suo entusiasmo, Giovanna riesce a liberare Orléans, poi a riconquistare Auxerre, Troyes e Châlons. Convince Carlo VII a farsi incoronare a Reims. Con gran disappunto di Giovanna, il re, consigliato da La Tremoïlle e da Regnault de Chartres, firma in seguito una tregua con gli inglesi per il tramite del duca di Borgogna. Nel 1430, Giovanna viene informata che Compiègne è assediata dai borgognoni. Decide quindi di recarvisi senza l'autorizzazione del re.

### Terzo episodio
Giunta in soccorso di Compiègne, Giovanna è fatta prigioniera dai borgognoni. Il duca di Borgogna, che teme l'influsso esercitato dalla Pulzella sulla sua politica, la vende agli inglesi. Il vescovo di Beauvais, Pierre Cauchon, è incaricato di organizzare un processo a suo carico nella città di Rouen, dov'è incarcerata; tenta quindi di dimostrare che la ragazza è in realtà al servizio del diavolo.
Riconosciuta colpevole, Giovanna è condannata al rogo.